# Trifle

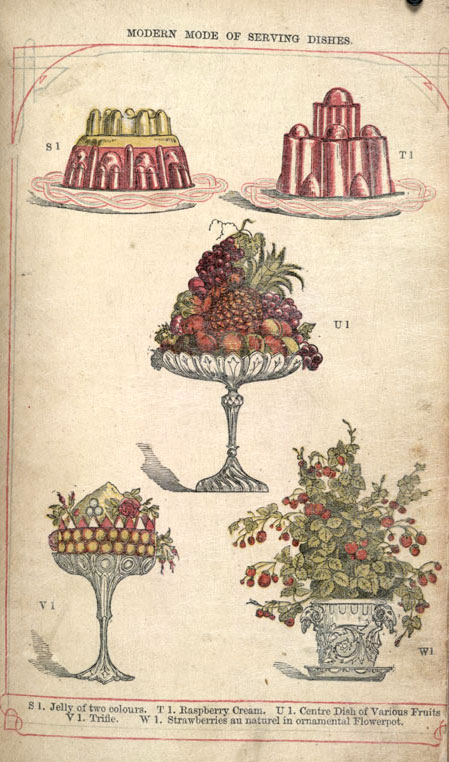
Ilustraciones realizadas por Isabella Beeton en su libro Mrs Beeton's Book of Household Management, 1861

Un trifle es un postre elaborado a partir de una  crema pastelera (a menudo solidificada), frutas, masa de bizcocho, zumo de frutas o, más recientemente, gelatina  y nata montada. Estos ingredientes se distribuyen en capas con el bizcocho como separación entre ellas y la fruta, la crema custard recubre las últimas capas al final. Es uno de los postres típicos de la cocina inglesa que puede verse frecuentemente en la cocina de los países anglosajones.

## Historia
La receta más antigua registrada del trifle data de 1596, en un libro titulado The good huswife's Jewell, en el cual se lo describía como una nata montada aromatizada con jengibre y agua de rosas. En los siglos posteriores se agregaron huevos y gelatina.

## Características
Algunos trifles contienen una pequeña cantidad de alcohol debido a que se vierte en la masa del bizcocho una cantidad de licor para que aromatice el postre, a veces se emplea tradicionalmente oporto, o más común un jerez o incluso un vino de madeira. Las versiones sin contenido alcohólico emplean zumos de frutas en su lugar con los mismos efectos de aromatizar y proporcionar humedad. A veces cuando el trifle contiene vino de Jerez (conocido en los países anglosajones como sherry) se le denomina 'sherry trifle' o también 'High Church' ('alta iglesia').
Generalmente es servido en un recipiente transparente para poder apreciar las diferentes capas y texturas. Suele servirse en Navidad, siendo una alternativa al más pesado y denso Christmas pudding, aunque por su consistencia resulta apropiado como un postre de verano.

## Variantes
Una variante muy popular del trifle es aquella que se elabora con el bizcocho remojado en gelatina (gelatina líquida para postres) al elaborar el trifle y luego refrigerarlo para que cuaje. El bizcocho y la gelatina se aglutinan y dan lugar a una textura agradable si se hace en las proporciones adecuadas (no debe añadirse mucha gelatina o si no, por el contrario, no se producirá la nucleación).
Algunos supermercados en Inglaterra venden 'chocolate trifle' que no se considera un trifle auténtico. Un trifle no puede ser compuesto solo de capas de chocolate y debe contener frutas y gelatina. Un buen trifle debe tener aspectos decorativos así como un sabor adecuado, incorporando brillo, colores vivos de la fruta, gelatina, mermelada, y el contraste entre la crema blanca y el crustard amarillo.  
Existe el Creole trifle (también denominado 'Russian cake') el cual aunque contiene diferencias consiste en piezas de diferentes postres todos ellos firmemente unidas y remojadas en alcohol (por regla general vino tinto o ron) y un sirope dulce o un zumo de frutas. El resultado es colorido y lleno de aromas. Algunas pastelerías en New Orleans son famosas por elaborar este pastel a base de 'postres imperfectos'. 
En Italia existe un postre similar denominado zuppa inglese.